# The Pussycat Dolls
The Pussycat Dolls fou un grup musical femení de R&B, hip-hop i dance format a Los Angeles, (Califòrnia) el 1995 i que al final de la carrera estava integrat per Nicole Scherzinger, Ashley Roberts, Kimberly Wyatt, Melody Thornton i Jessica Sutta.

## Orígens
Les Pussycat Dolls van néixer el 1995 a Los Angeles, Califòrnia. Robin Antin, coreògrafa, directora de videoclips i actriu estatunidenca en va ser la seva fundadora. Originalment començà como un espectacle de ball, on les noies ballaven i cantaven alhora, provocant al públic masculí (entre elles es trobava Carmen Electra, per exemple), però a mesura que el grup anava guanyant adeptes i popularitat als Estats Units, moltes celebritats van col·laborar amb el grup, com Black Eyed Peas, Britney Spears, Christina Applegate, Christina Aguilera, Gwen Stefani, Brittany Murphy o Rihanna.
Les Pussycat Dolls de 2002, només comptaven amb Carmit Bachar de la formació original. La que també va estar present en tot moment fou Robin Antin, creadora i productora de la formació. En el camí es van quedar la ja mencionada Carmen Electra, Staci Flood, Kasey Campbell, Nadine Ellis i Cyia Batten. La formació a poc a poc s'anà assentant i prenent forma d'agrupació musical. Les noies anaven variant constantment, però sempre es tractava d'un grup de sis o set noies. Algunes de les darreres components de les Pussycat Dolls romangueren fixes, com ara Ashley Roberts, Jessica Sutta o Kimberly Wyatt, que a pesar d'estar en un segon pla ja començaven a destacar i a cantar alguna cançó.
Robin, creadora de les "gatetes", començava a donar voltes a la creació d'un grup de noies que, a sobre de ballar cançons, poguessin cantar-les. Per això necessitava a una cantant i "caçà" a Nicole Scherzinger, acabada de sortir del grup guanyador del Popstars estatunidenc, Eden's Crush. Després de Scherzinger arribà Kaya Jones i les Pussycat Dolls començaren a presentar-se al públic nord-americà en programes de televisió com The Late Late Night, Divas Live o New Year's Eve, on versionaven temes com "Tainted Love" i "Buttons".

## PCD
Després de la baixa de Kaya, i l'entrada definitiva en la formació de Kym, arribà l'hora de llençar en 2005 el seu primer àlbum, PCD. Poc després, Robin passà a fer funcions de mànager i productora executiva de les Pussycat Dolls.
Durant la primera meitat de l'any 2007, el canal americà The CW va emetre un reality per a buscar una nova noia per a el grup: Pussycat Dolls Present: The Search for the Next Doll. La guanyadora fou Asia Nitollano, però després del programa decidí no unir-se al grup i començar la seva carrera en solitari.
En el 2008 apareix una nova edició del reality, que es va anomenar "The Pussycat Dolls presents: Girlicious", on tres noies formarien la nova formació de Robin Antin "Girlicious". Finalment són quatre les components de la formació.
En Març del 2008 Carmit Bachar anuncià en la pàgina oficial de Pussycat Dolls que deixaria el grup, perquè volia buscar èxit com a solista i arribar als seus somnis personals. Bachar era l'única Pussycat doll junt amb Melody Thornton i a part de Nicole Scherzinger que cantava alguna part en "solo". També cantava tots els cors i la música de fons. A causa de la sortida de Bachar, Jessica Sutta va agafar totes les parts de solista i les parts als cors en les presentacions en directe. Això fou clar quan donà una presentació a Kuwait per a les tropes estatunidenques.

## Doll Domination
The Pussycat Dolls anuncià en març del 2008 un nou àlbum que en principi s'anomenaria "To those for wait" (Per a aquells que esperen), però que finalment fou "Doll Domination", sent el seu primer senzill "When I grow up". Van fer la seva primera presentació en el programa de Jimmy Kimmel el 5 de juny d'aquell mateix any. Van ser convidades als "MTV Movie Awards 2008", on també mostraren el seu nou senzill. L'endemà es llançà el seu single. El 15 d'agost actuaren en el MTV Summer 2008 celebrat a Màlaga, aquest concert suposà la primera actuació de The Pussycat Dolls a l'Estat espanyol. El segon senzill del disc es titulà, "Whatcha think about that", una col·laboració amb Missy Elliot.
El senzill Whatcha Think About That fou un fracàs en els Estats Units arribant a la posició número vuit després dels primers 100 en el Billboard 100. A Anglaterra, Irlanda i França la cançó fou un rotund èxit, arribant als primers 10 llocs. A causa de la falla de Whatcha think about that als Estats Units, la cançó no fou usada com senzill, en el seu lloc el segon senzill fou "I Hate This Part" que cridà molt més l'atenció que "Whatcha Think About That". El senzill "I Hate This Part" fou un èxit mundial, arribant a la posició número 11 dins del Billboard 100 i dins dels primers 10 llocs arreu del món.

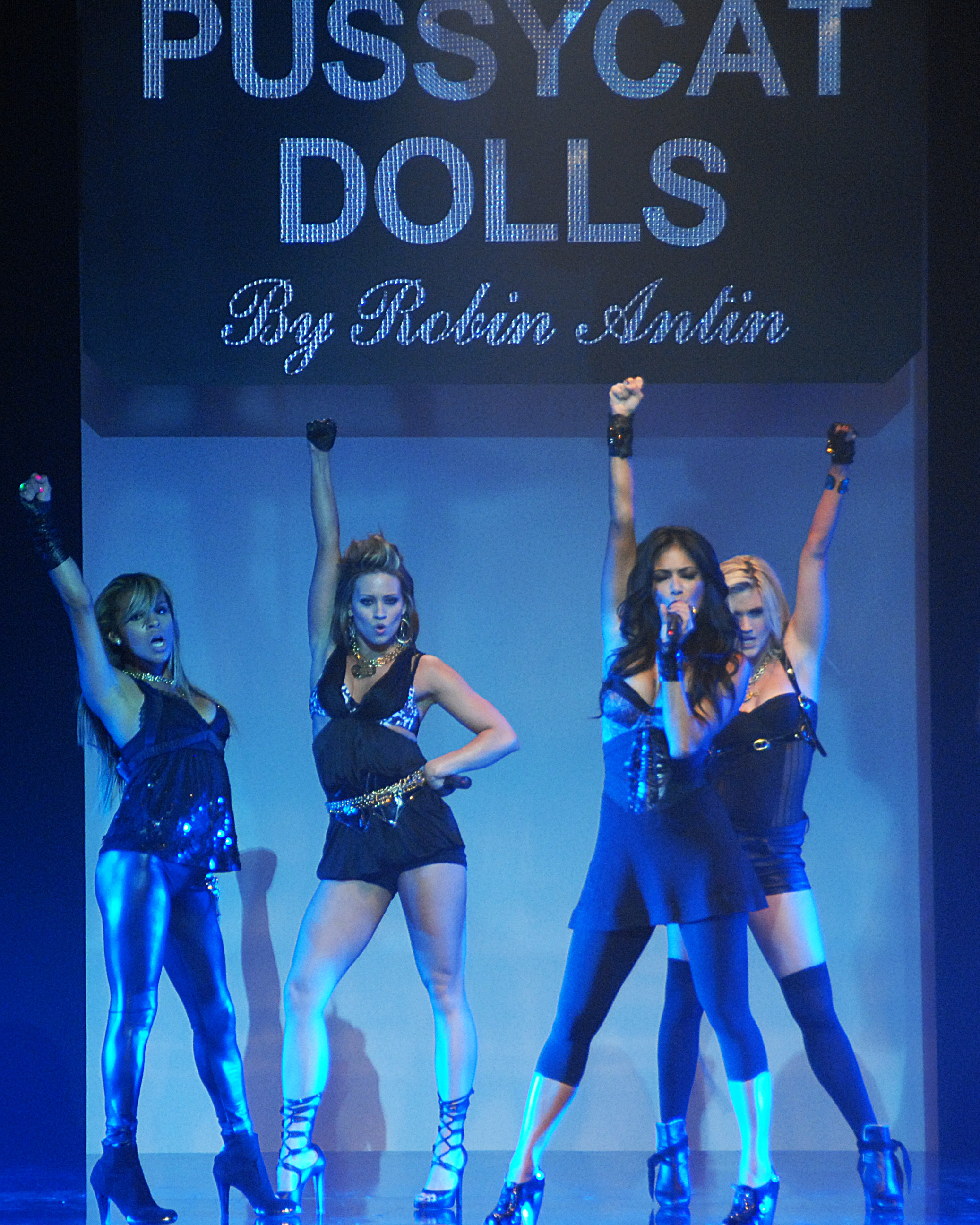
El grup actuant a Los Angeles Fashon Week de 2008.

La gira mundial "World Domination Tour", per promocionar el seu nou àlbum "Doll Domination", va començar el 18 de gener del 2009 a Aberdeen, Escòcia. S'emportaren com a artista convidat a Lady GaGa. La gira donà la volta al món; Japó, Corea del Sur, Rússia i Europa.
"The Pussycat Dolls" foren les artistes convidades a obrir el concert de Britney Spears als E.U.A. el 3 de març del 2009.
El tercer senzill als Estats Units fou "Bottle Pop", llançat el març del 2009.
"The Pussycat Dolls" van gravar un nou senzill: "Top Of The World", que fou utilitzat com a cançó d'obertura per a un nou programa de MTV: "The City" un spin-off de la sèrie "The Hills". El senzill fou el "debut" de Jessica Sutta com la nova vocalista principal junt amb Nicole i Melody per a les noves cançons d'estudi i les presentacions en viu, ja que anteriorment Jessica només cantava com a cantant principal en les presentacions en viu i en les cançons d'estudi només contribuïa amb vocals extres. En la cançó es pot apreciar la seva veu, tan forta com la de Nicole. Això succeí gràcies a la sortida de Carmit Bachar.
També gravaren un nou senzill que formà part de la banda sonora de la pel·lícula "Confessions d'una compradora compulsiva (Shopaholic)". Després van fer una adaptació a l'anglès (junt a A. Rahman) de "Jai Ho", de la versió original pertanyent a la guardonada amb l'Oscar a la millor banda sonora, "Slumdog Millionaire". Ambdues cançons contenen la veu de Jessica com una de les cantants principals.

## Discs
- PCD (2005)
- Doll Domination (16 de setembre de 2008)

## DVD
- The Pussycat Dolls: Live From London (2006)

## Senzills
| Any  | Senzill                                         | Posicions | Posicions | Posicions | Posicions | Posicions | Posicions | Posicions | Posicions | Posicions | Posicions | Posicions | Posicions | Posicions | Posicions | Posicions | Posicions | Posicions | Posicions | Posicions | Posicions | Posicions | Posicions | Posicions | Posicions | Certificació RIAA | Álbum           |
| Any  | Senzill                                         | USA       | USA Dance | USA Pop   | ESP       | BEL/W     | BEL/F     | UK        | CAN       | AUS       | GER       | IRL       | NZ        | AUS       | SV        | AU        | OL        | SVE       | FIN       | NOR       | DN        | IT        | BR        | EU        | WW        | Certificació RIAA | Álbum           |
| ---- | ----------------------------------------------- | --------- | --------- | --------- | --------- | --------- | --------- | --------- | --------- | --------- | --------- | --------- | --------- | --------- | --------- | --------- | --------- | --------- | --------- | --------- | --------- | --------- | --------- | --------- | --------- | ----------------- | --------------- |
| 2005 | "Don't Cha" (feat. Busta Rhymes)                | 2         | 1         | 1         | 1         | 4         | 1         | 1         | 1         | 1         | 1         | 1         | 1         | 1         | 1         | 2         | 2         | 5         | 7         | 1         | 2         | 5         | 1         | 1         | 1         | Plati             | PCD             |
| 2005 | "Stickwitu"                                     | 5         | —         | 2         | 1         | 33        | 5         | 1         | 3         | 2         | 11        | 2         | 1         | 2         | 6         | 11        | 2         | 28        | —         | 3         | —         | 6         | 28        | 4         | 2         | Plati             | PCD             |
| 2006 | "Beep" (feat. will.i.am)                        | 13        | —         | 8         | 4         | 7         | 1         | 2         | 48        | 3         | 5         | 2         | 1         | 3         | 6         | 7         | 2         | 15        | 11        | 3         | —         | 10        | 78        | 2         | 5         |                   | PCD             |
| 2006 | "Buttons" (feat. Snoop Dogg)                    | 3         | 1         | 2         | 2         | 6         | 4         | 3         | 13        | 2         | 4         | 4         | 1         | 2         | 3         | 1         | 7         | 36        | 11        | —         | 14        | 18        | 1         | 7         | 5         | Platino           | PCD             |
| 2006 | "I Don't Need a Man"                            | 93        | —         | 83        | 8         | 8         | 7         | 7         | 7         | 6         | 11        | 9         | 7         | 6         | 15        | 19        | 5         | 27        | 17        | —         | —         | 13        | —         | 14        | 30        |                   | PCD             |
| 2006 | "Wait a Minute" (feat. Timbaland)               | 28        | —         | 23        | 9         | —         | 18        | 60        | 24        | 16        | 27        | —         | 24        | 16        | 41        | 49        | 17        | 25        | 3         | —         | —         | —         | —         | 90        | 39        |                   | PCD             |
| 2008 | "When I grow up"                                | 9         | 1         | 1         | 2         |           |           | 1         | 1         | 1         | 7         | 2         | 1         | 3         |           |           | 10        |           |           |           |           |           | 1         | 2         | 1         |                   | Doll Domination |
| 2008 | "Whatcha Think About That" (feat Missy Elliott) |           |           |           |           |           |           |           |           |           |           |           |           |           |           |           |           |           |           |           |           |           |           |           |           |                   | Doll Domination |
| 2008 | "I Hate This Part"                              | 11        | —         | 10        | 4         |           |           |           | 5         |           |           |           |           |           |           |           |           |           |           |           |           |           |           |           |           |                   | Doll Domination |
| 2009 | "Jai Ho!" (feat A.R. Rahman)                    |           |           |           |           |           |           |           |           |           |           |           |           |           |           |           |           |           |           |           |           |           |           |           |           |                   | Doll Domination |